# Beta-lisina 5,6-aminomutasa
En enzimología, una beta-lisina 5,6-aminomutasa (EC 5.4.3.3 5.4.3.3) es una enzima que cataliza la reacción química:
(3S)-3,6-diaminohexanoato {\displaystyle \rightleftharpoons } (3S,5S)-3,5-diaminohexanoato
Por lo tanto, esta enzima tiene un substrato, (3S)-3,6-diaminohexanoato, y un producto, (3S,5S)-3,5-diaminohexanoato.
Esta enzima pertenece a la familia de isomerasas, concretamente a las transferasas intramoleculares de grupos amino. El nombre sistemático de esta clase de enzima es (3S)-3,6-diaminohexanoato 5,6-aminomutasa. Otros nombres de uso común son beta-lisina mutasa, y L-beta-lisina 5,6-aminomutasa. Esta enzima participa en la degradación de la lisina, empleando un cofactor, cobamida.

## Estudios estructurales
A finales de 2007, sólo una estructura ha sido resuelta para esta clase de enzimas, con el PDB código de accesión 1XRS.